# 置賜広域行政事務組合消防本部
置賜広域行政事務組合消防本部（おきたまこういきぎょうせいじむくみあいしょうぼうほんぶ、英：OKITAMA ADMINISTRATIVE ASSOCIATION）は、山形県の米沢市・南陽市・東置賜郡高畠町・川西町の2市2町で構成する消防組合（一部事務組合）である。
2012年（平成24年）4月1日付けで、旧米沢市消防本部、旧南陽市消防本部、旧高畠町消防本部及び旧川西町消防本部の4つの消防本部を統合し設立したものである。

## 本部所在地
- 郵便番号：992-0012
- 住所：山形県米沢市金池5丁目2-41

## 沿革
置賜広域行政事務組合消防本部
- 2012年（平成24年）4月1日 - 置賜広域行政事務組合消防本部が発足。消防本部において発足式、辞令交付式を実施。
- 2013年（平成25年）2月 - 『置賜広域行政事務組合消防10 か年整備計画』策定。
- 2016年（平成28年） - 高畠消防署新庁舎が完成。
- 2017年（平成29年） - 南陽消防署新庁舎が移設[1]。更に米沢消防署西部出張所、南部出張所が統合され城西分署が新設された[2]。

旧米沢市消防本部
- 1949年11月1日 - 米沢市消防本部・米沢市消防署を開設。
- 1953年 - 消防本部・消防署庁舎が完成。
- 1967年 - 東部出張所を開設。
- 1970年 - 化学消防車を消防署に配備。
- 1971年 - 西部出張所を開設。消防本部・消防署新庁舎が現在地に完成。
- 1973年 - 南部出張所を開設。
- 1975年 - 消防本部に課制を導入。北部出張所を開設。
- 1979年 - はしご車を消防署に配備。
- 1988年 - 救助工作車を消防署に配備。
- 1994年 - 東部出張所を廃止し、東部分署を開設。
- 1997年 - 高規格救急車を消防署に配備。
- 2000年 - 高規格救急車を東部分署に配備。
- 2012年4月1日 - 当日を持って発足する『置賜広域行政事務組合消防本部』に南陽市消防本部、高畠町消防本部、川西町消防本部と共に編入。

旧南陽市消防本部
- 1970年4月1日 - 南陽市消防本部・南陽市消防署を設置。
- 1970年10月 - 消防庁舎が落成。
- 1970年12月 - 救急自動車を配備。
- 1985年11月 - 化学消防自動車を配備。
- 1987年2月 - 救助工作車を配備。
- 2000年2月 - 高規格救急自動車を配備。
- 2012年4月1日 - 当日を持って発足する『置賜広域行政事務組合消防本部』に南陽市消防本部、高畠町消防本部、川西町消防本部と共に編入。

旧高畠町消防本部
- 1967年4月 - 高畠町消防本部を設置。
- 1967年12月 - 消防署新庁舎落成。
- 1976年12月 - 消防庁舎増築。
- 2012年4月1日 - 当日を持って発足する『置賜広域行政事務組合消防本部』に南陽市消防本部、高畠町消防本部、川西町消防本部と共に編入。

旧川西町消防本部
- 1968年4月1日 - 川西町消防本部を設置。
- 2012年4月1日 - 当日を持って発足する『置賜広域行政事務組合消防本部』に南陽市消防本部、高畠町消防本部、川西町消防本部と共に編入。

## 組合組織
- 理事会
  - 理事長（米沢市長）
  - 理事（南陽市長、長井市長、高畠町長、川西町長、白鷹町長、小国町長、飯豊町長）
- 議会（定数24名：各市町議会から選出）
- 事務局
  - 総務課
    - 総務係
    - 企画財政係

  - 施設課
  - 米沢クリーンセンター
  - 長井クリーンセンター
  - 南陽クリーンセンター
  - 南陽やすらぎ荘
  - 千代田クリーンセンター
- 消防本部

（細部は置賜広域行政事務組合を参照）

## 消防組織
※以下、右にある[表示]をクリックすると一覧表示される。

## 主力機械
2019年4月1日現在
- 水槽付消防ポンプ自動車：6
- 消防ポンプ自動車：5
- 化学消防自動車：2
- 小型動力ポンプ付大型水槽車：1
- はしご付消防自動車：1
- 高規格救急自動車：10
- 救急自動車：1
- 救助工作車：2
- 消防ポンプ付救助工作車：2
- 指揮車：4
- 指令車：1
- 資機材搬送車：1
- 訓練指導車：1
- 防災活動車：1
- 事務連絡車：1
- 広報車：6
- トラック：1

## 消防署
| 消防署     | 住所                           | 分署                                               | 出張所                     |
| ---------- | ------------------------------ | -------------------------------------------------- | -------------------------- |
| 米沢消防署 | 米沢市金池5-2-41               | 東部：米沢市万世町片子156-1 城西：米沢市城西1-4-37 | 北部：米沢市窪田町藤泉96-5 |
| 南陽消防署 | 南陽市若狭郷屋917-10           | なし                                               | なし                       |
| 高畠消防署 | 東置賜郡高畠町大字高畠528      | なし                                               | なし                       |
| 川西消防署 | 東置賜郡川西町大字上小松1736-2 | なし                                               | なし                       |

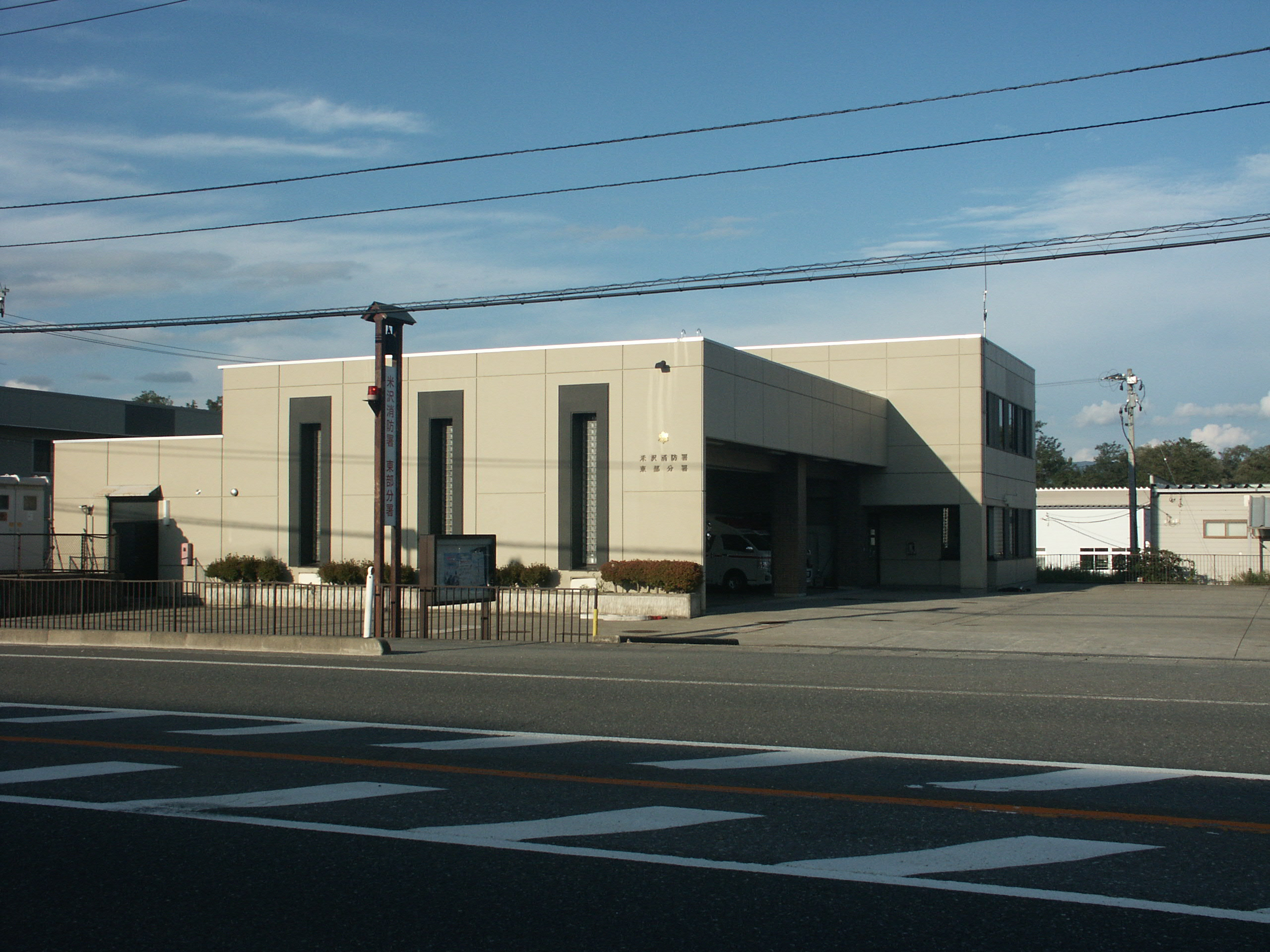
米沢消防署東部分署
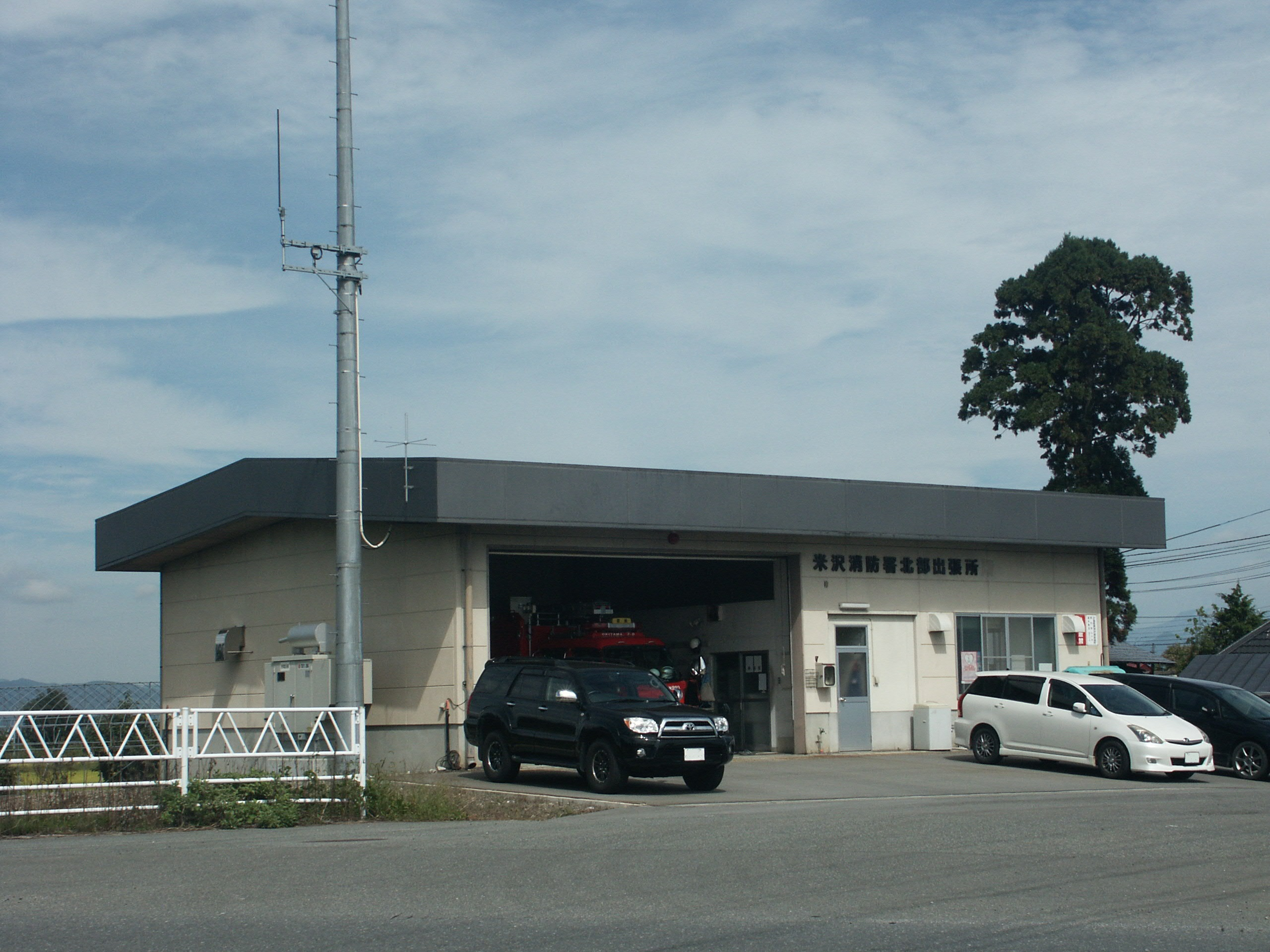
米沢消防署北部出張所
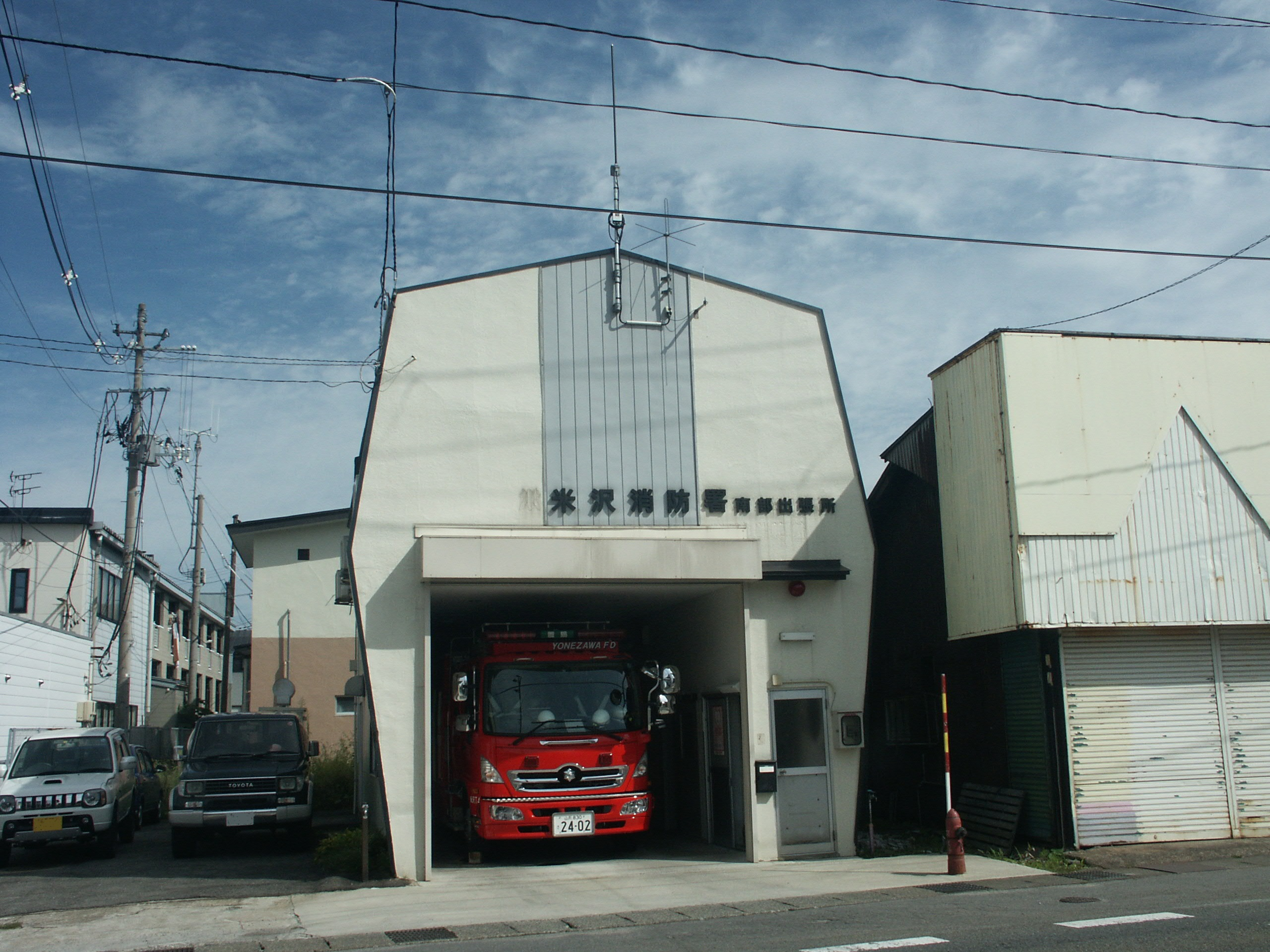
米沢消防署南部出張所(廃止)
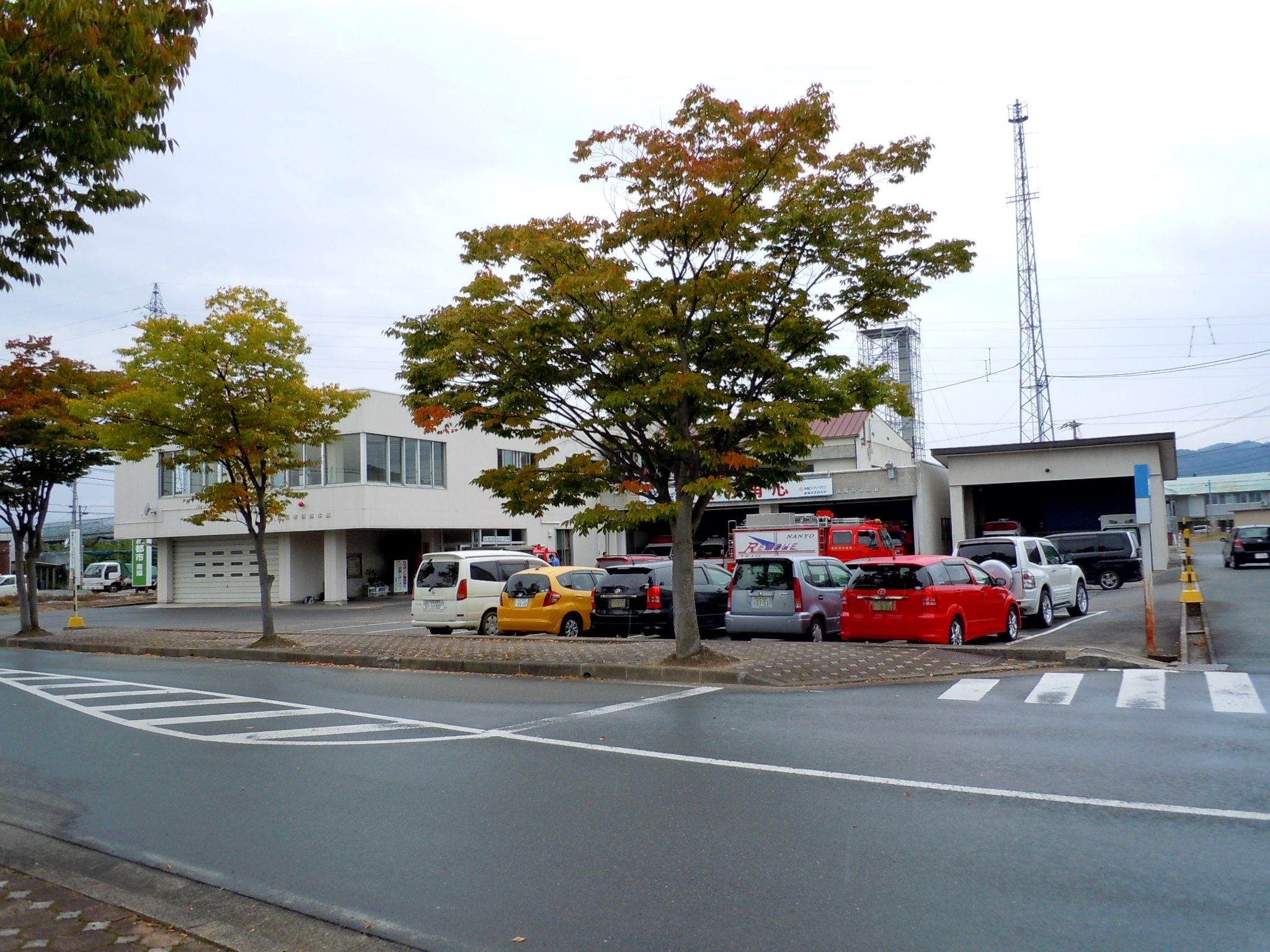
南陽消防署(旧庁舎)
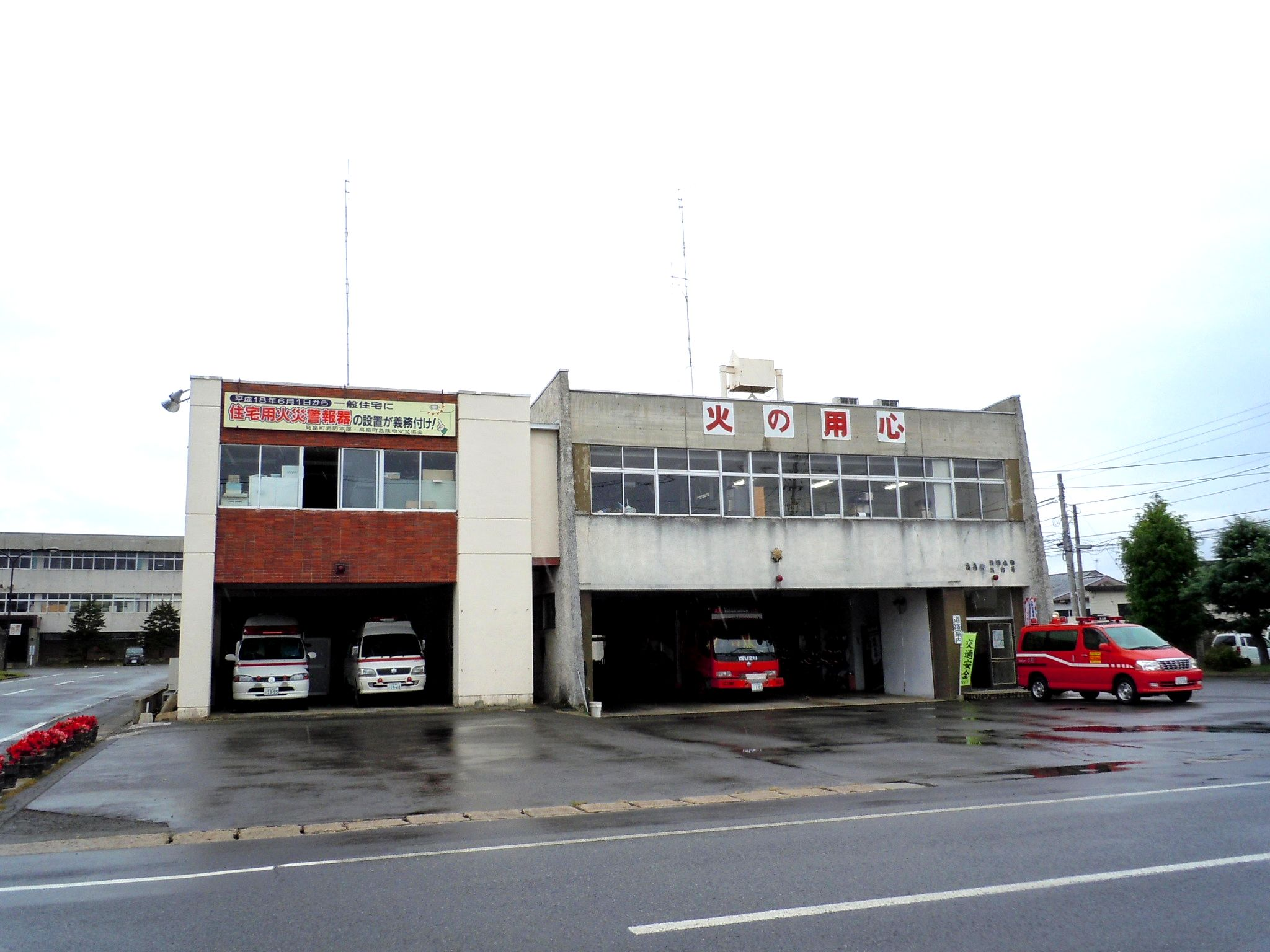
高畠消防署(旧庁舎)
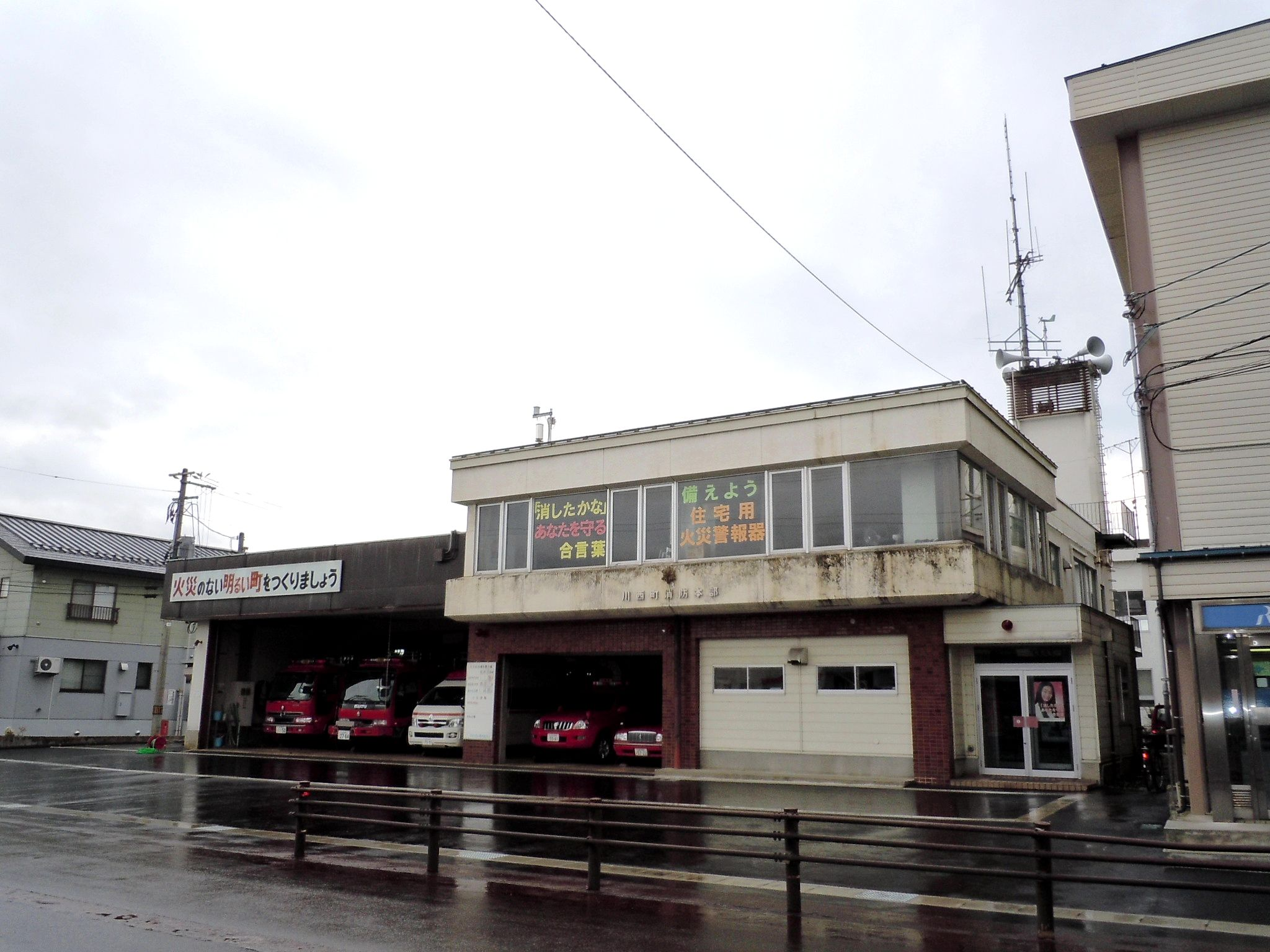
川西消防署